# هاموکس (فلوریدا)
هاموکس (به انگلیسی: The Hammocks) یک منطقهٔ مسکونی در ایالات متحده آمریکا است که در شهرستان میامی-دید، فلوریدا واقع شده‌است. هاموکس ۲۰٫۸ کیلومتر مربع مساحت و ۵۱٬۰۰۳ نفر جمعیت دارد و ۱ متر بالاتر از سطح دریا قرار دارد.